# Emilia Rotter
Pour les articles homonymes, voir Rotter.
Emilia Rotter, née le 8 septembre 1906 à Budapest et morte le 28 janvier 2003, est une patineuse artistique hongroise. Son partenaire en couple était László Szollás. Ils ont été champions d'Europe et quatre fois champions du monde. Ils ont également gagné deux médailles de bronze aux Jeux olympiques.

## Palmarès
(avec László Szollás)
| Compétition             | 1929 | 1930 | 1931 | 1932 | 1933 | 1934 | 1935 | 1936 |
| Jeux olympiques d'hiver |      |      |      | 3e   |      |      |      | 3e   |
| Championnats du monde   | 5e   |      | 1re  | 2e   | 1re  | 1re  | 1re  |      |
| Championnats d’Europe   |      | 2e   | 2e   |      |      | 1re  |      |      |
| Championnats de Hongrie |      |      | 1re  | 1re  | 1re  | 1re  | 1re  | 1re  |